# Palazzo delle Assicurazioni Generali (Firenze)
Il palazzo delle Assicurazioni Generali, o palazzo Lavison,  è un edificio civile del centro storico di Firenze, situato in piazza della Signoria 4, angolo via Vacchereccia, vicolo dei Malespini, piazza Santa Cecilia e Calimaruzza.

## Storia

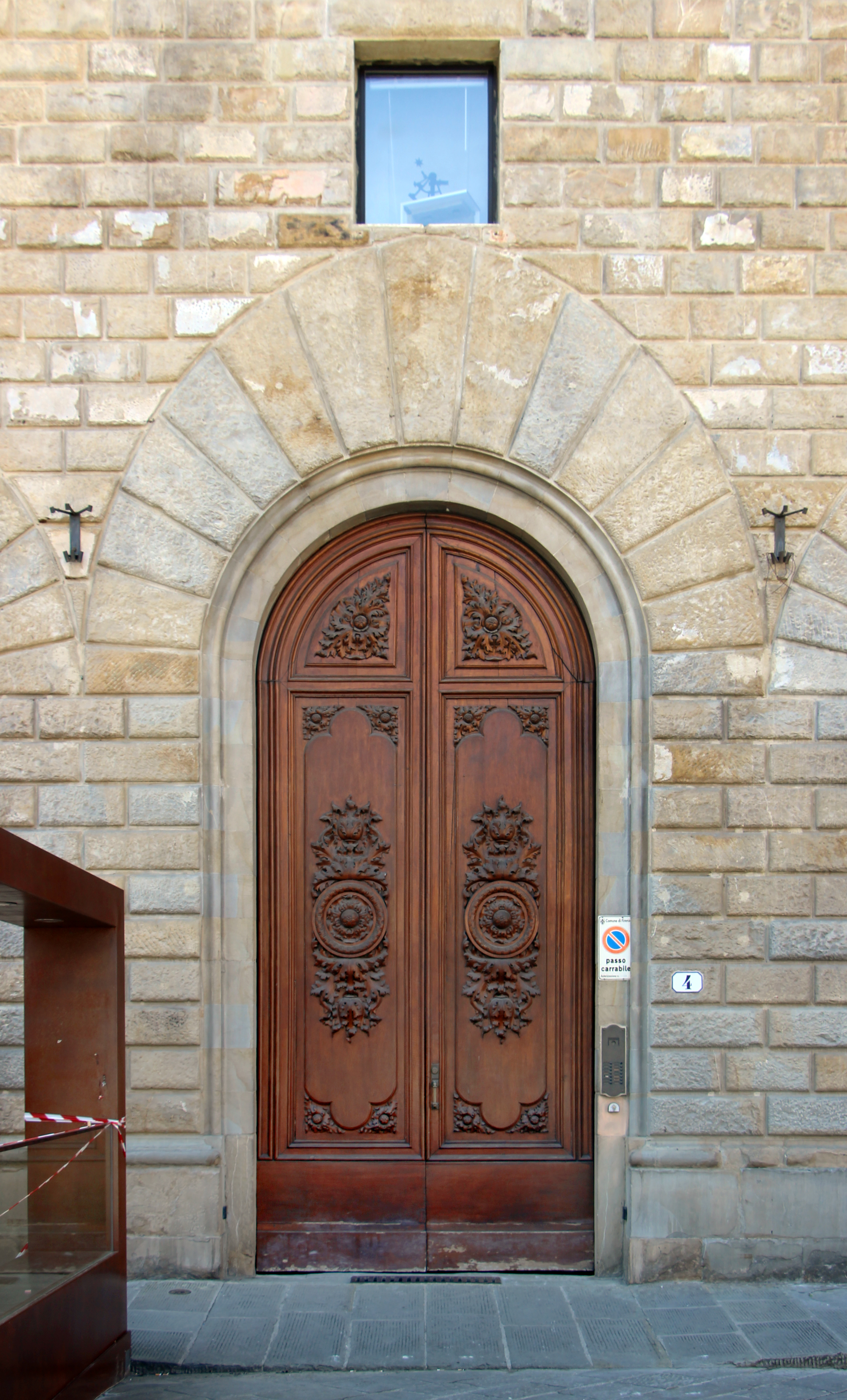
Il portale

L'edificio fu eretto su commissione del possidente barone Edoardo Lavison (in alcuni casi indicato erroneamente come Lavisan o Lawyson) e progetto dell'architetto Giovanni Carlo Landi nel 1871 circa, previa distruzione attorno al 1864 dell'antica torre degli Infangati, della chiesa di Santa Cecilia, della sede dell'Arte del Cambio e della loggia dei Pisani (così detta perché fatta costruire dai prigionieri pisani del 1364) che insistevano su questo lato della piazza. 
Originariamente occupato al terreno dalla banca di Emanuele Fenzi (ancora presente nel 1922) che già aveva avuto sede negli ambienti di palazzo Uguccioni di questa stessa piazza, venne acquistato agli inizi del Novecento dalle Assicurazioni Generali di Venezia. 
Tra il 2010 e il 2011 l'intero complesso è stato oggetto di un intervento di consolidamento strutturale e risanamento conservativo condotto su progetto e direzione dei lavori di Beta Progetti di Firenze, per essere poi inaugurato nel gennaio 2012 con la nuova denominazione di palazzo del Leone e offerto in locazione dal gruppo Generali arredato e attrezzato con moderni spazi ad uso aziendale.

## Descrizione

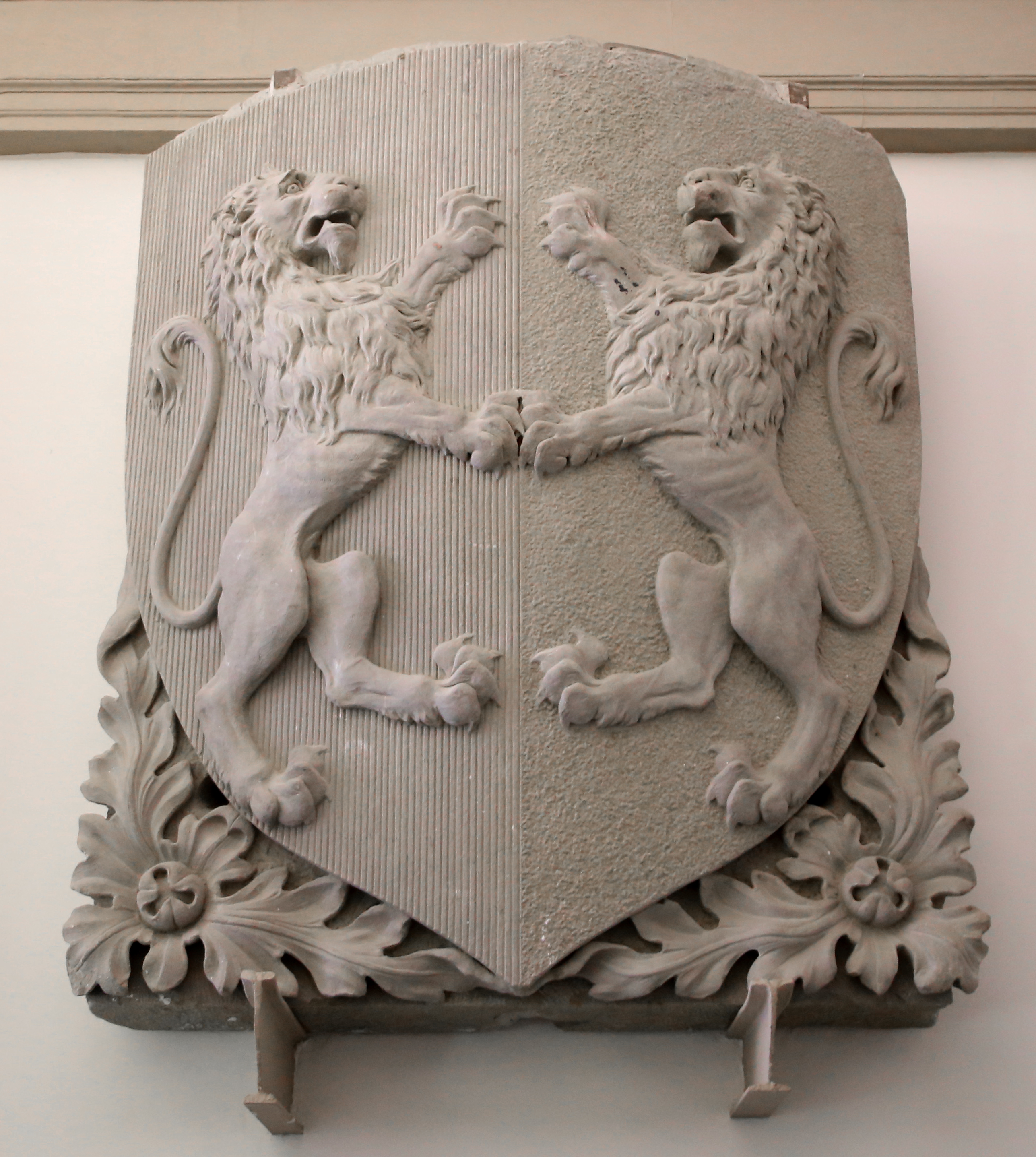
Stemma Lavison

Il palazzo riecheggia le forme delle dimore delle grandi famiglie fiorentine del Rinascimento (Medici, Strozzi e Gondi), con chiare concessioni alle necessità proprie del tempo che, ad esempio, portarono l'edificio a svilupparsi su quattro piani anziché sui consueti tre, e all'apertura di una serie continua di archi al piano terreno per fare spazio ad ampi fondi da destinare ad attività commerciali. Ulteriore e inusitato segno dei tempi è poi il cornicione che, pur riprendendo un tipico modello alla romana, è realizzato in ghisa. 
Nonostante il tono critico con il quale il palazzo è sempre stato segnalato, è indubbia la fortuna che l'edificio ha goduto nel corso del tempo, vuoi per l'imponente mole organizzata su nove assi che contrassegna in modo forte e deciso la piazza (tanto da non farsi ignorare) vuoi perché, nonostante tutto, si inserisce in una tradizione architettonica che l'Ottocento ha fortemente sentito e appassionatamente interpretato. Indubbia, poi, la qualità costruttiva dell'edificio, a partire dall'impiego della pietra forte per tutta l'altezza dei fronti (e questo anche per le facciate secondarie di non minore importanza, come quella di ben cinque assi su via Calimaruzza), fino all'accuratezza degli elementi di arredo, come il monumentale portone riccamente intagliato. 
Sull'angolo con via Vacchereccia ha sede il caffè Rivoire, uno dei più noti locali storici fiorentini, aperto in questi ambienti nel 1872 dal cioccolatiere e pasticciere dell'Alta Savoia Enrico Rivoire, che aveva seguito il Re nella nuova capitale (gli arredi, sebbene in stile primo Novecento, risalgono per lo più ai lavori di ristrutturazione del locale del 1980). 
Sulla vetrata che chiude l'ampio androne del palazzo è la data 1831, da intendersi come riferita alla fondazione dell'istituto assicurativo e senza rapporto con le vicende costruttive del nostro palazzo.

## Bibliografia

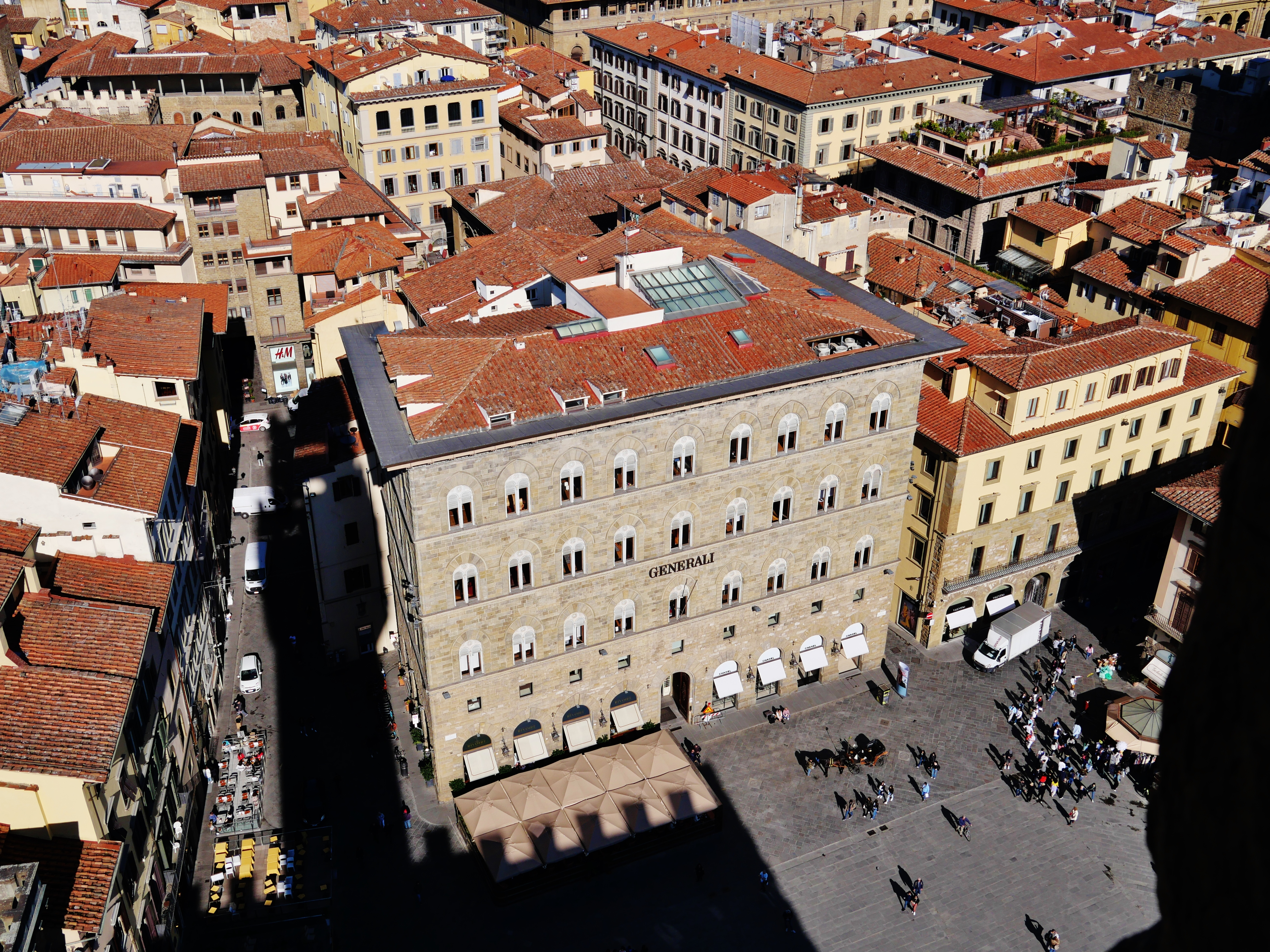
Il palazzo visto dalla torre di Arnolfo